# Bảng chữ cái Uyghur Latin
Bảng chữ cái Uyghur Latin hay chữ Uyghur Latin (Uyghur:  ئۇيغۇر لاتىن يېزىقى‎, Uyghur Latin Yëziqi, Уйғур Латин Йезиқи), thường viết tắt là ULY, là dự án bảng chữ cái dùng cho tiếng Uyghur dựa trên bảng chữ cái Latinh. Tiếng Uyghur chủ yếu được viết bằng chữ Ả Rập, đồng thời Bảng chữ cái Uyghur Cyrill được dùng tại một số nơi thuộc vùng ảnh hưởng của Liên Xô cũ.
Những người tạo ra Bảng chữ cái Uyghur Latin đặc biệt nhấn mạnh rằng, bảng chữ cái được đề xuất không phải thay thế bảng chữ cái Ba Tư-Ả Rập, cũng như giới thiệu nó đại diện cho một cải cách mới của hệ thống chữ viết. ULY chỉ được sử dụng trong các lĩnh vực liên quan đến điện toán hoặc truyền thông như một hệ thống chữ viết phụ trợ chỉ dùng được chữ Latin.

## Xây dựng
Dự án ULY được khởi đầu vào tháng 11 năm 2000, sau đó là loạt các hoạt động cho mục đích đó. Dự án hoàn thiện tại Đại học Tân Cương, Ürümqi, Khu tự trị Tân Cương (XUAR), Cộng hòa Nhân dân Trung Hoa vào tháng 7 năm 2001, tại hội nghị thứ năm của dự án.
Tháng 1 năm 2008, Dự án ULY đã được sửa đổi và xác định bởi Ủy ban làm việc về ngôn ngữ và văn hóa dân tộc thiểu số Tân Cương Uyghur.
| Chữ hoa    | A    | E    | B | P | T | J  | CH | X    | D | R    | Z | ZH | S | SH | GH   | F    | Q | K | G | NG | L | M | N | H    | O    | U    | Ö | Ü    | W    | Ë    | I          | Y |
| ---------- | ---- | ---- | - | - | - | -- | -- | ---- | - | ---- | - | -- | - | -- | ---- | ---- | - | - | - | -- | - | - | - | ---- | ---- | ---- | - | ---- | ---- | ---- | ---------- | - |
| Chữ thường | a    | e    | b | p | t | j  | ch | x    | d | r    | z | zh | s | sh | gh   | f    | q | k | g | ng | l | m | n | h    | o    | u    | ö | ü    | w    | ë    | i          | y |
| IPA        | ɑ, a | ɛ, æ | b | p | t | d͡ʒ | t͡ʃ | χ, x | d | r, ɾ | z | ʒ  | s | ʃ  | ʁ, ɣ | f, ɸ | q | k | ɡ | ŋ  | l | m | n | h, ɦ | o, ɔ | u, ʊ | ø | y, ʏ | w, v | e; ɤ | i, ɪ; ɨ, ɯ | j |